# Émile Dasque
Pour les articles homonymes, voir Dasque.
Émile Dasque est un homme politique français né le 14 août 1874 à Vic-Fezensac (Gers) et décédé le 2 avril 1946 à Tarbes (Hautes-Pyrénées).

## Biographie
Médecin, conseiller municipal de Tarbes, conseiller général, il est député des Hautes-Pyrénées de 1932 à 1936, inscrit au groupe radical. Il est secrétaire de la Chambre en 1934-1935.

## Sources
- « Émile Dasque », dans le Dictionnaire des parlementaires français (1889-1940), sous la direction de Jean Jolly, PUF, 1960 [détail de l’édition]